# Sherdils
Die Sherdils (Urdu: شير دل) sind die Kunstflugstaffel der Pakistan Air Force Academy an der PAF-Akademie in Risalpur. Das Team fliegt neun K-8 Karakorum-Schulflugzeuge (chinesische Bezeichnung Hongdu JL-8) und verwendete bis 2010 die Cessna T-37 "Tweety". Die Piloten sind Ausbilder auf der PAF Akademie Basic Flying Training (BFT) Wing.

## Geschichte
Das Team wurde offiziell am 17. August 1972 als Ergebnis der Bemühungen vom Akademie Instruktor, Sqn Ldr Bahar-ul-Haq gebildet. Das Team wurde auf den Erfahrungen von den Red Pelicans, die Kunstflugstaffel des Royal Air Force College Cranwell, wo Bahar einen Ausbildungsaufenthalt hatte, gebildet. Das Team sollte die beruflichen Fähigkeiten der Akademie Instruktoren zeigen und eine kurze Show bei den Graduierungs-Paraden der Pilotenschüler darbieten.
Nach mehreren Prüfungen von Kandidaten wurde ein Team unter der Führung vom 1965 Kriegsheld, Wg Cdr Imtiaz Bhatti gebildet. Er war der Kommandeur der Basic Flying Training (BFT) Wing zu dieser Zeit. Die anderen Teammitglieder waren Flt Lt Aamer Ali Sharieff, Flt Lt A Rahim Yusufzai und Flt Lt Niaz Nabi, letztere wurde zu einem dauerhaftesten Meister der 'Slot' Position.
Die ersten Auftritte des Teams waren sehr erfolgreich. Die "Tweety birds" zeigten ihre Show für ausländische Würdenträger, darunter Staats- und Militäroffiziere.
Ursprünglich hatte das Team keinen Namen. Die persönliche Rufzeichen der Führer bezeichnete auch den Namen des Teams. Als "Sherdils" flog das Team zum ersten Mal am 19. September 1974.

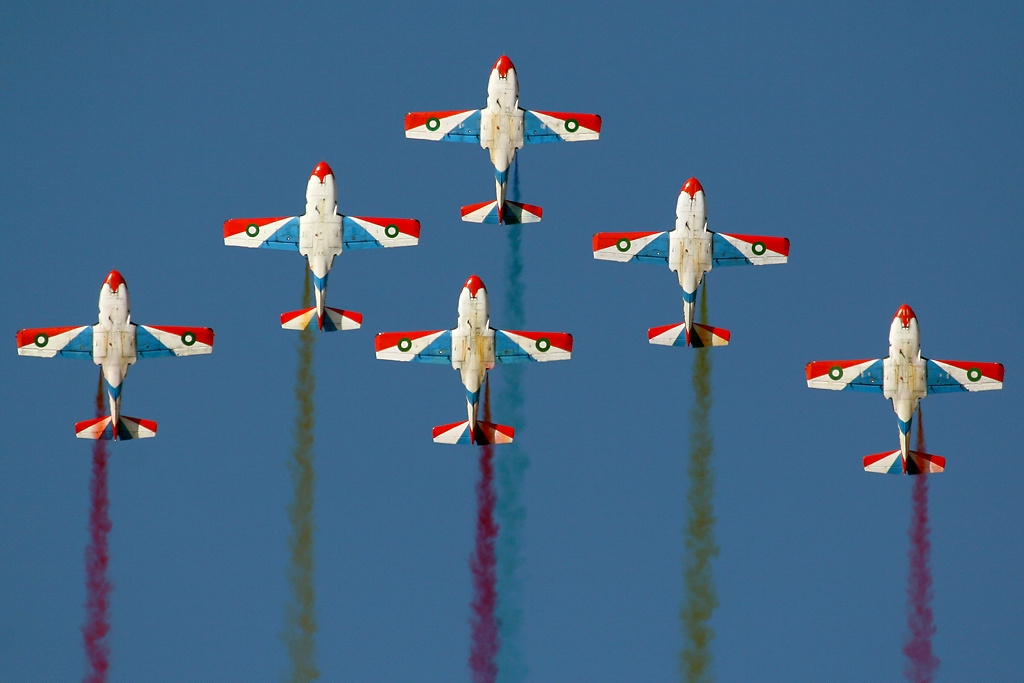
Sherdils mit Cessna T-37

2010 wechselten die Sherdils von der Cessna T-37, welche praktisch ihr Markenzeichen geworden war, um auf die neuere und modernere Hongdu K-8 Karakorum. Ein Trainer der gemeinsam mit China entwickelt wurde. Der ersten öffentlichen Auftritt war während der PAF High Mark 2010 Exercise (Übung) im April 2010. Ein weiteres Public Display mit Hilfe der K-8s war während der Abschlussfeier am PAF Risalpur im November 2009.

## Kunstflugmanöver
Die Art der Vorführung ist praktisch gleich geblieben seit der Gründung des Teams. Eine Schleifenlinie achtern, Diamantformation, Kleeblatt, Steilkurve, Fassrolle und schließlich das atemberaubende Bombe platzen. Es wurden Versuche unternommen, um die Zahl der Flugzeuge im Team zu erhöhen, aber die nötige Motorschubleistung waren zu hoch für die Flugzeuge an den äußersten Formationspositionen. Ein vier Flugzeuge Diamant blieb daher die grundlegende Formation des 'Sherdils'. Im Jahr 2004 wurden die Zahl der Flugzeuge in der Hauptformation auf sechs erhöht, die Durchführung von Schleifen, Deltabildung und Fassrolle und steile Kurve in Doppelpfeil Formation beherrschten das Programm. Im Jahr 2009 wurde das Team auf die K-8 Flugzeuge des Advanced Jet-Trainings-Geschwader von PAF Academy, Risalpur umgeschult. Derzeit besteht das Team neun aus Flugzeugen, mit sechs im Formationsflug und drei Flugzeugen führenden Initial-run und Break-off in einem linearen Bomburst über dem Veranstaltungsort vor.

## Farbgebung
Am Anfang waren alle T-37 rot lackiert, jedoch hielt die Farbe ohne die kostspielige Polyurethanbeschichtung nicht lange. Daher verwendete Team wieder ein All-Metall-Finish, nur mit der Nase, Flügelspitzen und Schwanz mit leuchtorangener Markierung. Im Jahr 1980, mit der Einführung von sechs Ex-USAF T-37s, die alle weiß waren und mit Polyurethan beschichtete, wurden alle Flugzeuge Weiß gestrichen und erhielten einen roten 'Sunburst'. Später erhielten die Flugzeuge wieder eine rote Grundfarbe mit weißen Streifen und wurden mit Rauchgeneratoren für roten Rauch ausgerüstet.

## Unfälle und Zwischenfälle
Am 8. Oktober 1978 während eines Trainings, hatte Teamleader Flt Lt Alamdar Hussain eine Kollision mit seinem Slot Mann und stürzte ab. Ihm wurde posthum der Sitara-i-Basalat verliehen. Er war Sword of Honor Gewinner 54 GD (P) und der jüngere Bruder des ehemaligen stellvertretenden Chefs der Pakistan Air Force, Air Marshal Syed Qaiser Hussain (a. D.).